# Chartúm Bahrí
Chartúm Bahrí (někdy jen Bahrí) je město v Súdánu ve státě Chartúm. Leží severně od Chartúmu, hlavního města Súdánu, a východně od Omdurmánu, nejlidnatějšího města v zemi. Po těchto dvou městech jde o třetí nejlidnatější město v zemi. V roce 2008 zde žilo 1 012 211. Populace všech měst dohromady tvořila aglomeraci čítající téměř 4,3 milionu obyvatel. Město leží na severním břehu Modrého Nilu nedaleko soutoku této řeky a Bilého Nilu. 
S Chartúmem a Omduránem město spojují dva mosty, které byly vážně poškozeny v důsledku občanské války v zemi.  V letech 2023 až 2025 město kontrolovaly Jednotky rychlé podpory, v únoru 2025 bylo město dobyto ozbrojenými silami Súdánu. Navzdory následkům občanské války v zemi je město jedním z nejdůležitějších obchodních i průmyslových center v zemi. Ve městě se nachází několik vysokých škol. 